# David Costa (labdarúgó)
David Costa (Almada, 2001. január 5. –) portugál korosztályos válogatott labdarúgó, a francia Lens középpályása.

## Pályafutása

### Klubcsapatokban
Costa a portugáliai Almada városában született. Az ifjúsági pályafutását a francia Lens akadémiájánál kezdte.
2019-ben mutatkozott be a Lens tartalék, majd 2020-ban az első osztályban szereplő felnőtt keretében. Először a 2020. október 3-ai, Saint-Étienne ellen 2–0-ra megnyert mérkőzés 83. percében, Massadio Haïdara cseréjeként lépett pályára. Első gólját 2021. március 3-án, szintén a Saint-Étienne ellen idegenben 3–2-es győzelemmel zárult találkozón szerezte meg.

### A válogatottban
Costa az U18-as, az U19-es és az U21-es korosztályú válogatottakban is képviselte Portugáliát.
2022-ben debütált az U21-es válogatottban. Először 2022. június 4-én, Fehéroroszország ellen 5–1-re megnyert U21-es EB-selejtező 63. percében, Fábio Carvalhot váltva lépett pályára és egyben meg is szerezte első válogatott gólját.

## Statisztikák
2022. november 12. szerint
| Klub     | Szezon   | Osztály  | Bajnokság | Bajnokság | Kupa  | Kupa | Nemzetközi | Nemzetközi | Összesen | Összesen |
| Klub     | Szezon   | Osztály  | Meccs     | Gól       | Meccs | Gól  | Meccs      | Gól        | Meccs    | Gól      |
| -------- | -------- | -------- | --------- | --------- | ----- | ---- | ---------- | ---------- | -------- | -------- |
| Lens     | 2020–21  | Ligue 1  | 8         | 1         | 1     | 0    | —          | —          | 9        | 1        |
| Lens     | 2021–22  | Ligue 1  | 33        | 3         | 3     | 0    | —          | —          | 36       | 3        |
| Lens     | 2022–23  | Ligue 1  | 15        | 1         | 0     | 0    | —          | —          | 15       | 1        |
| Összesen | Összesen | Összesen | 56        | 5         | 4     | 0    | 0          | 0          | 60       | 5        |